# 315-ös busz
A 315-ös busz egy budapesti agglomerációban közlekedő járat, mely Újpest-Városkapu állomásról indulva az Újpesti lakótelep, Rákospalota Öregfalu városrésze, Fót óvárosa, Csomád, Őrbottyán ófalu, 2-3 esetben Őrbottyán üdülőterülete, Vácbottyán, Váchartyán és Kisnémedi községeken át közlekedik Püspökszilágyig. A járat munkanapokon közlekedik, ám némely esetben csak Őrbottyánig vagy csak Váchartyánig, néhány járat Csomád belterületére is betér és ezek miatt (valamint az Őrbottyánon belüli üdülőterület felé történő időnkénti kitérő miatt) szinte minden egyes induló járat menetideje kicsit más. Hétvégén Újpestet és Püspökszilágyot a 313-as busz köti össze közvetlenül. A járat elsődleges célja a Budapestről Püspökszilágyra, ill. az útba eső néhány településre az ingázó munkások és diákok szállítása, továbbá Budapestet Őrbottyán északi részével, Vácbottyánnal csak ez a járat köti össze közvetlenül. A 315-ös busz szerény járatsűrűségét az magyarázza, hogy Püspökszilágyról és Kisnémediről az utazóközönség elsődleges célja a Váci kistérség központja, Vác, valamint Budapest szívébe átszállás nélküli kapcsolatot a vasút biztosít Váchartyánról és Őrbottyánról. A járatok Püspökszilágyról Budapest irányába közlekedve nem állnak meg a Budapest, Rákospalota, Szántóföldi út megállóban.
A járat a Budapest Bérlettel a Budapest Bérlet szakasz-határig vehető igénybe.

## Megállóhelyei
| 0                             | Budapest, Újpest-Városkapu (XIII. kerület) végállomás | 39 | 104, 104A, 121, 122E, 196, 196A, 204 300, 302, 303, 305, 308, 309, 310, 312, 313, 314, 316, 318, 319, 320, 321, 872, 880, 882, 883, 884, 889, 890, 893 1010, 1011, 1013, 1014 S72 Z72 S76 |
| 1                             | Budapest, Újpest-Központ                              | 38 | 12, 14 25, 30, 30A, 104, 104A, 120, 147, 170, 196, 196A, 204, 220, 230, 270 308, 309, 310, 313, 314, 316, 317, 318, 319, 320, 321                                                         |
| 2                             | Budapest, Árpád Kórház                                | 37 | 25, 104, 104A, 170, 196, 196A, 204, 270 308, 309, 310, 313, 314, 316, 317, 318, 319, 320, 321                                                                                             |
| 3                             | Budapest, Széchenyi tér                               | 36 | 104, 104A, 125, 170, 204, 231, 231B 308, 309, 310, 313, 314, 316, 317, 318, 319, 320, 321                                                                                                 |
| 4                             | Budapest, Juhos utca                                  | 35 | 5, 104, 104A, 204, 231, 231B 308, 309, 310, 313, 314, 316, 317, 318, 319, 320, 321 |
| 5                             | Budapest, Szántóföld utca                             | ∫  | 124 308, 309, 310, 313, 314, 317, 318, 319, 320, 321 |
| Budapest közigazgatási határa |                                                       |    | |
| 6                             | Fót, Auchan-elágazás (Sikátorpuszta)                  | 34 | 308, 309, 310, 313, 314, 316, 317, 318, 319, 320 |
| 7                             | Fót, FÓTLIGET                                         | 33 | 308, 309, 310, 314, 319, 320 |
| 8                             | Fót, Vízművek                                         | 32 | 308, 309, 310, 314, 318, 319, 320 |
| 9                             | Fót, Munkácsy Mihály utca                             | 31 | 308, 309, 310, 313, 314, 316, 318, 319, 320 |
| 10                            | Fót, Gyermekváros (Benzinkút)                         | 30 | 308, 309, 310, 313, 314, 316, 317, 318, 319, 320, 324, 325, 326, 371 |
| 11                            | Fót, Kossuth út                                       | 29 | 308, 309, 310, 313, 314, 316, 318, 319, 324, 325, 326, 371 |
| 12                            | Fót, Dózsa György út                                  | 28 | 308, 309, 310, 313, 314, 316, 318, 319, 326 |
| 13                            | Csomád, Ősz utca                                      | 27 | 313, 314, 316, 318, 319 |
| 14                            | Csomád, Verebeshegy utca                              | 26 | 313, 314, 316, 318, 319 |
| 15                            | Csomád, József Attila utca                            | 25 | 313, 314, 316, 394 |
| 16                            | Csomád, Táncsics utca                                 | ∫  | 313, 314, 316, 394 |
| 17                            | Csomád, községháza                                    | 24 | 313, 314, 394 |
| 18                            | Csomád, Templom utca                                  | 23 | 313, 314, 394 |
| 19                            | Csomád, községháza                                    | 22 | 313, 314, 394 |
| 20                            | Csomád, Táncsics utca                                 | 21 | 313, 314, 316, 394 |
| 21                            | Őrbottyán, Kvassay telep                              | 20 | 313, 314, 316 |
| 22                            | Őrbottyán, Református Gyermekotthon                   | 19 | 313, 314, 316 |
| 23                            | Őrbottyán, csomádi elágazás                           | 18 | 313, 314, 316 |
| (+1)                          | Őrbottyán, városháza                                  | ∫  | 313, 314, 342, 455 |
| (+2)                          | Őrbottyán, Őrhegyi utca                               | ∫  | 313, 314, 342, 455 |
| (+3)                          | Őrbottyán, téglagyár                                  | ∫  | 313, 314, 342, 455 |
| (+4)                          | Őrbottyán, üdülőtelep                                 | ∫  | 342 |
| (+5)                          | Őrbottyán, téglagyár                                  | ∫  | 313, 314, 342, 455 |
| (+6)                          | Őrbottyán, Őrhegyi utca                               | ∫  | 313, 314, 342, 455 |
| (+7)                          | Őrbottyán, városháza                                  | ∫  | 313, 314, 342, 455 |
| 24                            | Őrbottyán, Rendőrőrs                                  | 17 | 313, 316, 342, 394, 398, 399, 452, 455 |
| 25                            | Őrbottyán, posta                                      | 16 | 313, 316, 342, 394, 398, 399, 452, 455 |
| 26                            | Őrbottyán, vasútállomás bejárati út                   | 15 | 313, 316, 342, 394, 398, 399, 452, 455 |
| 27                            | Őrbottyán, Hajós Alfréd utca                          | 14 | 313, 316, 342, 394, 398, 399, 452, 455 |
| 28                            | Őrbottyán, Béke utca                                  | 13 | 313, 316, 342, 394, 398, 399, 452, 455 |
| 29                            | Őrbottyán, Rákóczi Ferenc utca autóbusz-forduló       | 12 | 316, 342, 394, 398, 399, 452, 455 |
| 30                            | Váchartyán, Veres Pálné utca                          | 11 | 347, 348 |
| 31                            | Váchartyán, községháza                                | 10 | 313, 339 |
| 32                            | Váchartyán, általános iskola                          | 9  | 313, 339, 347, 348 |
| 33                            | Váchartyán, vasútállomás                              | 8  | 313, 339 S71 G71 |
| 34                            | Váchartyán, általános iskola                          | 7  | 313, 339, 347, 348 |
| 35                            | Váchartyán, községháza                                | 6  | 313, 339 |
| 36                            | Váchartyán, Gosztonyi-kastély                         | 5  | 313, 339 |
| 37                            | Kisnémedi, Rákóczi utca 1.                            | 4  | 313, 339 |
| 38                            | Kisnémedi, általános iskola                           | 3  | 313, 339 |
| 39                            | Püspökszilágy, hulladékgyűjtő                         | 2  | 313, 339 |
| 40                            | Püspökszilágy, Mogyorós utca                          | 1  | 313, 339 |
| 41                            | Püspökszilágy, általános iskola végállomás            | 0  | 313, 339 |